# Rubens Cosac
Rubens Cosac (1946 - 18 de março de 2017) foi um médico e político brasileiro filiado ao PMDB de Goiás. Foi casado com a também política Lamis Cosac.

## Vida
Rubens Cosac foi presidente do departamento cultural do Diretório Acadêmico Dr. Domingos Pimentel de Ulhôa (DADU) de Uberlândia, em Minas Gerais, em 1969. Entre 1971-72, foi presidente do Centro Acadêmico da Escola de Cirurgia de Uberlândia e em 1974 se formou em medicina na mesma instituição. Depois, fez pós-graduação em pediatria no Hospital do Servidor Público em São Paulo (1974–1975), em clínica médica no Hospital das Forças Armadas de Brasília (1975–1976) e finalmente em dermatologia no Hospital de Base de Brasília (1975). Na sequência, foi presidente da Associação Médica de Ipameri de Goiás (1981–1982), diretor clínico do Hospital São Paulo de Ipameri (1982–1983), superintendente estadual da Legião Brasileira de Assistência (LBA) de Goiânia (1985–1986) e então membro do conselho de presidentes da UPI de Brasília (1992–1993).
Na política, seria três vezes presidente do PMDB em Ipameri (1983–84, 1984–85 e 1985–86), membro da comissão executiva regional do seu partido, vice-líder entre 1987–88 e então vice-líder do bloco PMDB/PSD/PSL/PSC/PMN desde 1996. Foi deputado estadual por Goiânia entre 1987–1991 e novamente entre 1991–95. Depois, foi deputado federal entre 1995–99. Faleceu 18 de março de 2017, deixando sua esposa Lamis Cosac, que também possui carreira política, e três filhos.